# Karel Souček (malíř)
Karel Souček (16. září 1915 Kročehlavy u Kladna – 26. listopadu 1982 Kladno) byl český malíř, grafik, ilustrátor a pedagog.

## Život
Narodil se 16. září 1915 v obci Kročehlavy (dnes část města Kladna), ale jeho rodiče pocházeli z Otročíněvsi na Rakovnicku. Jeho výtvarný talent objevil kročehlavský malíř Karel Karas. V období války se zapojil do slavné skupiny 42. Na začátku padesátých let musel odejít z místa asistenta profesora Vlastimila Rady na pražské Akademii. Václav Rabas mu obstaral místo v Rakovníku na Střední všeobecně vzdělávací škole, kde se stal na čas profesorem výtvarné výchovy. Od roku 1958 vedl ateliér na Akademii výtvarných umění v Praze, kde byl v letech 1967–1969 rektorem. V roce 1973 si zařídil ateliér v Hřebečníkách. Roku 1978 se stal předsedou Svazu českých výtvarných umělců. Zemřel 26. listopadu 1982 v Kladně.

## Dílo
Maloval obrazy pasáží, obchodů a dílen, plných rušného života. Připomínají se i motivy z cest po evropských hlavních městech. Významný byl i tzv. Quijotovský cyklus. V padesátých letech vytvořil scénické návrhy pro kladenské divadlo. Získal mimo jiné cenu za návrh na výzdobu síně na Pražském hradě. V roce 1958 se představil na výstavě Expo 58 v Bruselu, kde získal zlatou medaili za malířskou výzdobu československého pavilonu. V roce 1959 získal stříbrnou medaili na V. Bienále v Sao Paulo. Na přelomu padesátých let byla Karlu Součkovi udělena Guggenheimova cena. Dále byl oceněn cenou Stříbrného orla mezinárodního knižního veletrhu v Nice v r. 1978 a v roce 1969 byl zvolen dopisujícím členem Akademie Clementina v Bologni. Je autorem návrhu mozaiky ve vstupní hale Domu kultury v Kladně.

## Výstavy
- Karel Souček : výstava k 100. výročí narození[2]
  - Hornický skanzen Mayrau, Vinařice, 12. září 2015 – 28. únor 2016
  - Sládečkovo vlastivědné muzeum, Kladno, 18. září – 22. listopad 2015